# Uramya aldrichi
Uramya aldrichi är en tvåvingeart som beskrevs av Henry J. Reinhard 1935. Uramya aldrichi ingår i släktet Uramya och familjen parasitflugor. Inga underarter finns listade i Catalogue of Life.